# Sovicille
Sovicille település Olaszországban, Toszkána régióban, Siena megyében. Lakosainak száma 9853 fő (2023. január 1.). Sovicille Casole d’Elsa, Monteriggioni, Monteroni d’Arbia, Murlo, Siena, Chiusdino és Monticiano községekkel határos.

## Népesség
A település lakossága az elmúlt években az alábbi módon változott:

| 2018 | 10 057 |
| 2023 | 9 853  |